# Casa religiosa
Nella Chiesa cattolica, la casa religiosa è il complesso edilizio destinato all'abitazione di una comunità di un istituto religioso.
In essa si svolge la vita in comune dei religiosi, tutti dello stesso sesso, secondo le costituzioni proprie di quell'istituto, sotto l'autorità del padre (o madre) superiore.
Vi è normalmente annessa una chiesa o una cappella. La struttura architettonica della casa varia a seconda dell'epoca della fondazione e delle esigenze dello stile di vita specifico del tipo di istituto. Per gli stessi motivi la casa prende il nome di monastero se appartiene a un ordine monastico oppure a un ordine mendicante femminile e i residenti consacrati si chiamano monaci; convento se appartiene a un ordine mendicante maschile, a un istituto di chierici regolari o a una società di vita apostolica e i residenti consacrati si chiamano frati nel primo caso e padri se sono sacerdoti; se la casa è situata molto lontano dai centri abitati per favorire le attività contemplative in isolamento dal mondo, essa si chiama eremo e chi vi risiede eremita; le case delle congregazioni religiose sono dette istituti o conventi e se femminili le residenti consacrate si chiamano suore.
Un insieme di case forma una provincia religiosa, sottoposta all'autorità del superiore maggiore - detto anche padre (o madre) provinciale - che deve abitare insieme ai confratelli della casa provinciale. Tutte le province sono sottoposte al moderatore supremo - detto anche padre (o madre) generale oppure particolarmente denominato in certi istituti religiosi - il quale deve abitare insieme ai confratelli della casa generale o generalizia.
In genere i monasteri degli ordini monastici sono dotati di particolare autonomia (case sui iuris), non si raggruppano in province e in tal caso si chiamano abbazie. Il loro superiore ha il rango di provinciale ed è detto padre abate (o madre badessa). Alcune abbazie dette territoriali hanno giurisdizione religiosa su un territorio circostante equipollente a una piccola diocesi, comprendente eventualmente più parrocchie, e hanno a capo un abate con autorità episcopale, anche quando non consacrato vescovo. Abbazie che seguono la stessa regola sono di norma federate in una congregazione monastica presieduta da un abate (o badessa) detto generale o primate, che non gode però dell'autorità di un moderatore supremo.
Il superiore di un convento di frati minori è detto padre guardiano.